# Hirayasumi
Hirayasumi (ひらやすみ) est un manga écrit et illustré par Keigo Shinzō. La série est pré-publiée depuis avril 2021 dans le magazine hebdomadaire Weekly Big Comic Spirits de l'éditeur Shōgakukan. La version française est publiée par Le Lézard noir depuis juin 2023.
Une adaptation en drama est prévue pour le quatrième trimestre de l'année 2025 tandis qu'un anime produit par Production +h (ja) est annoncé.
"Hirayasumi" est un jeu de mots entre Hiraya (maison de plain-pied), yasumi (se reposer) et sumi (habiter).

## Synopsis
Hiroto Ikuta, 29 ans, est un freeter (employé à mi-temps) insouciant et célibataire. Il vit son existence paisiblement, sans se soucier du lendemain à Tokyo dans une petite maison de plain-pied qu'il a hérité d'une vielle voisine, Madame Hanae. Lorsque Natsumi, sa cousine de 18 ans étudiante en art vient vivre chez lui, il rencontrera des individus bien plus tourmentés que lui, qui rendront son quotidien plus mouvementé.

## Personnages
Hiroto Ikuta (生田 ヒロト, Ikuta Hiroto)C'est un jeune homme de 29 ans travaillant à mi-temps à un stand de pêche. Il est célibataire et mène une vie paisible.
Natsumi Kobayashi (小林 なつみ, Kobayashi Natsumi)Jeune étudiante de 18 ans, cousine de Hiroto. Elle étudie à la faculté des Beaux-arts de Tokyo pour devenir mangaka. Elle emménage chez Hiroto au début de ses études.
Hideki Noguchi (野口 ヒデキ, Noguchi Hideki)Meilleur ami de Hiroto, tous les deux ont été au lycée ensemble. Aujourd'hui, Hideki s'apprête à être père.
Yomogi Tachibana (立花 よもぎ, Tachibana Yomogi)Employée de bureau dans une agence immobilière, elle est le contact de Hiroto lorqu'il y a un problème dans son logement.
Hanae Wada (和田 はなえ, Wada Hanae)Vieille voisine de Hiroto avec qui il s'est lié d'amitié. A sa mort, elle lui a légué son plain-pied.
Akari Yokoyama (横山 あかり, Yokoyama Akari)Jeune étudiante à la faculté des Beaux-arts, section peinture. Natsumi et elles se lient rapidement d'amitié.

## Publication
Hirayasumi est écrit et dessiné par Keigo Shinzō. Il est publié dans le magazine  hebdomadaire Weekly Big Comic Spirits de l'éditeur Shōgakukan depuis le 26 avril 2021. Shōgakukan publie la série sous format tankōbon à partir du 10 septembre 2021. Le 30 juillet 2025, 9 volumes ont été publiés au Japon.
En mars 2022, Le Lézard noir annonce la publication de la version française. Le premier volume est sorti le 8 mars 2023 avec un format 14,8x21cm.

### Liste des volumes
| no | Japonais          | Japonais          | Français         | Français          |
| no | Date de sortie    | ISBN              | Date de sortie   | ISBN              |
| --- | ----------------- | ----------------- | ---------------- | ----------------- |
| 1 | 10 septembre 2021 | 978-4-09-861118-8 | 8 mars 2023      | 978-2-35-348278-8 |
| Liste des chapitres : - 1er jour Hiroto et Natsumi - 2e jour Pas besoin d'amis ! - 3e jour La veste et la lampe - 4e jour Rumination et scintillement - 5e jour Je peux me débrouiller toute seule ! - 6e jour L'hortensia blanc - 7e jour L'averse - Jour 0 Le jour de repos de Hiroto |                   |                   |                  |                   |
| 2 | 10 décembre 2021  | 978-4-09-861204-8 | 7 juin 2023      | 978-2-35-348279-5 |
| Liste des chapitres : - 8e jour La planche à découper et le chinchard - 9e jour La fureur de Natsumi - 10e jour Le petit boulot - 11e jour À chacune son rêve - 12e jour Le film estival - 13e jour Le Tanabata matsuri en folie - 1re partie - 14e jour Le Tanabata matsuri en folie - 2e partie - 15e jour La nuit du typhon - 16e jour Des takoyaki et un gâteau - 17e jour Le boulot de Hiroto                                                                   |                   |                   |                  |                   |
| 3 | 28 avril 2022     | 978-4-09-861299-4 | 6 septembre 2023 | 978-2-35-348333-4 |
| Liste des chapitres : - 18e jour Pleine lune et riz aux châtaignes - 19e jour Son exact opposé - 20e jour Notre jeu de basket - 21e jour Amour surprise au festival des arts - 1re partie - 22e jour Amour surprise au festival des arts - 2e partie - 23e jour Ruminations et flatulences - 24e jour Drive my Halloween - 25e jour Un ovni enfoui - 26e jour La méthode Ishikawa                                                                                    |                   |                   |                  |                   |
| 4 | 30 septembre 2022 | 978-4-09-861408-0 | 24 janvier 2024  | 978-2-35-348352-5 |
| Liste des chapitres : - 27e jour Chaussettes et psychologie - 28e jour Noël, minuit ! - 1re partie - 29e jour Noël, minuit ! - 2e partie - 30e jour Retour au pays - 31e jour Expliquez-moi d'une manière compréhensible ! - 32e jour La visite au cimetière ! - 33e jour Sprint - 34e jour Quel est ton rêve ? - 35e jour Les vacances de Yamada |                   |                   |                  |                   |
| 5 | 30 mars 2023      | 978-4-09-861604-6 | 10 avril 2024    | 978-2-35-348357-0 |
| Liste des chapitres : - 36e jour La rizière de notre jeunesse - 37e jour La saveur du nikuman - 38e jour La bordélique et le minimaliste - 39e jour L'air printanier - 40e jour Le hanami du bonheur - 41e jour La nouvelle année scolaire - 42e jour Adieu, jeunesse - 43e jour Les étoiles et l'omelette aux nouilles sautées - 44e jour Le challenge de m'dame Hanae                                                                                              |                   |                   |                  |                   |
| 6 | 30 août 2023      | 978-4-09-862522-2 | 21 août 2024     | 978-2-35-348366-2 |
| Liste des chapitres : - 45e jour Nouveau départ - 46e jour Des tripes au crépuscule - 47e jour Réconfortants takoyaki - 48e jour Ces petits gâteaux, franchement, quel intérêt ? - 49e jour Roses trémières et soupe miso - 50e jour On ne se refait pas - 51e jour Ça tourne ! - 52e jour La famille canards - 53e jour L'inutile pour Natsumi |                   |                   |                  |                   |
| 7 | 11 avril 2024     | 978-4-09-862690-8 | 12 février 2025  | 978-2-35-348387-7 |
| Liste des chapitres : - 54e jour L'été approche à grands pas - 55e jour Catch ball - 56e jour C'est dans la boîte ! - 57e jour Plein soleil - 58e jour L'incident de Tanabata - 1re partie - 59e jour L'incident de Tanabata - 2e partie - 60e jour L'incident de Tanabata - 3e partie - 61e jour Catch ball, le retour - 62e jour Arrosage et glace pilée - 63e jour Les regrets d'Ishikawa                                                                         |                   |                   |                  |                   |
| 8 | 28 novembre 2024  | 978-4-09-863106-3 | 14 mai 2025      | 978-2-35-348400-3 |
| Liste des chapitres : - 64e jour Vacances rime avec... romance ?! - 1re partie - 65e jour Vacances rime avec... romance ?! - 2e partie - 66e jour Un date mouvementé à Asakusa - 1re partie - 67e jour Un date mouvementé à Asakusa - 2e partie - 68e jour Tape-m'en dix ! - 69e jour Le 31 août - 70e jour Le deuxième trimestre - 71e jour Inari aux noix - 72e jour Son courage à deux mains - 73e jour Un visiteur - 74e jour Hiroto et Natsumi sont sur un toit |                   |                   |                  |                   |
| 9 | 30 juillet 2025   | 978-4-09-863519-1 | 22 octobre 2025  | 978-2-35-348413-3 |

## Drama
En juillet 2025, un drama adaptant le manga en  live-action de 15 minutes serait diffusée en première sur le bloc de programmation Yoru Dra (ja) de NHK General TV au quatrième trimestre de la même année. Le drama sera réalisé par Kana Matsumoto, Ema Kawawada et Kōji Taktasuchi, avec des scénarios écrits par Yoko Yonaiyama.

## Anime
En juillet 2025, une adaptation animée est annoncée, coproduite par VIZ Media et Shogakukan-Shueisha Productions (ja) et animée par Production +h (ja). 

## Réception
Hirayasumi s'est classé 3e dans la liste du « meilleur Manga 2022 Kono Manga wo Yome! » du magazine Freestyle. Il a remporté le prix bandes dessinées 2021 du magazine japonais TV Bros.. Il a été nommé pour la 15e édition du Grand prix du manga de 2022 et s'est classé 3e avec 66 points,,. La série s'est classée 6e sur les bandes dessinées recommandées par Publisher Comics' Recommended Comics de 2022. Aux côtés de Nabe ni Dangan wo Ukenagara, Hirayasumi s'est classé 18e dans la liste des meilleurs mangas pour lecteur masculins de Kono Manga ga Sugoi! de Takarajimasha en 2023. Il a été nommé pour le 27e Prix culturel Osamu-Tezuka de 2023.

### Œuvres
Édition japonaise
1. 1 2  (ja) « ひらやすみ　１ », sur Shōgakukan (consulté le 3 juillet 2023)
2. 1 2  (ja) « ひらやすみ　２ », sur Shōgakukan (consulté le 3 juillet 2023)
3. 1 2  (ja) « ひらやすみ　３ », sur Shōgakukan (consulté le 3 juillet 2023)
4. 1 2  (ja) « ひらやすみ　４ », sur Shōgakukan (consulté le 3 juillet 2023)
5. 1 2  (ja) « ひらやすみ　５ », sur Shōgakukan (consulté le 3 juillet 2023)
6. 1 2  (ja) « ひらやすみ　６ », sur Shōgakukan (consulté le 31 août 2023)
7. 1 2  (ja) « ひらやすみ　７ », sur Shōgakukan (consulté le 21 avril 2024)
8. 1 2  (ja) « ひらやすみ　８ », sur Shōgakukan (consulté le 2 décembre 2024)
9. 1 2  (ja) « ひらやすみ　９ », sur Shōgakukan (consulté le 27 juin 2025)

Édition française
1. 1 2  « Hirayasumi Vol.1 », sur manga-news (consulté le 3 juillet 2023)
2. 1 2  « Hirayasumi Vol.2 », sur manga-news (consulté le 3 juillet 2023)
3. 1 2  « Hirayasumi Vol.3 », sur manga-news (consulté le 3 juillet 2023)
4. 1 2  « Hirayasumi Vol.4 », sur manga-news (consulté le 13 octobre 2023)
5. 1 2  « Hirayasumi Vol.5 », sur manga-news (consulté le 12 janvier 2024)
6. 1 2  « Hirayasumi Vol.6 », sur manga-news (consulté le 8 mai 2024)
7. 1 2  « Hirayasumi Vol.7 », sur manga-news (consulté le 20 octobre 2024)
8. 1 2  « Hirayasumi Vol.8 », sur manga-news (consulté le 22 janvier 2025)
9. 1 2  « Hirayasumi Vol.9 », sur manga-news (consulté le 30 juillet 2025)